# 2036
- Wikisource

| Calendário gregoriano                                                        | 2036 MMXXXVI                        |
| Ab urbe condita                                                              | 2789                                |
| Calendário arménio                                                           | 1486 – 1487                         |
| Calendário bahá'í                                                            | 192 – 193                           |
| Calendário budista                                                           | 2580                                |
| Calendário chinês                                                            | 4732 – 4733 Início a 28 de janeiro  |
| Calendário copta                                                             | 1752 – 1753                         |
| Calendário etíope                                                            | 2028 – 2029                         |
| Calendários hindus - Vikram Samvat - Calendário nacional indiano - Cáli Iuga | 2091 – 2092 1957 – 1958 5136 – 5137 |
| Calendário Holoceno                                                          | 12036                               |
| Calendário islâmico                                                          | 1458 – 1459                         |
| Calendário judaico                                                           | 5796 – 5797                         |
| Calendário persa                                                             | 1414 – 1415 Início a 20 de março    |
| Calendário rúnico                                                            | 2286                                |
| Calendário solar tailandês                                                   | 2579                                |

2036 (MMXXXVI, na numeração romana) será um ano bissexto do século XXI que começará numa terça-feira, segundo o calendário gregoriano. As suas letras dominicais serão FE. A terça-feira de Carnaval ocorrerá a 26 de fevereiro e o domingo de Páscoa a 13 de abril. Segundo o horóscopo chinês, será o ano do Dragão, começando a 28 de janeiro.

| Evento                                                   | Data            | Hora  |
| -------------------------------------------------------- | --------------- | ----- |
| Aquário                                                  | 20 de janeiro   | 12:11 |
| Peixes                                                   | 19 de fevereiro | 02:14 |
| primavera no hemisfério norte e outono no hemisfério sul |                 |       |
| Carneiro/equinócio                                       | 20 de março     | 01:03 |
| Touro                                                    | 19 de abril     | 11:51 |
| Gémeos                                                   | 20 de maio      | 10:45 |
| verão no hemisfério norte e inverno no hemisfério Sul    |                 |       |
| Caranguejo/solstício                                     | 20 de junho     | 18:32 |
| Leão                                                     | 22 de julho     | 05:23 |
| Virgem                                                   | 22 de agosto    | 12:32 |
| Outono no Hemisfério Norte e Primavera no Hemisfério Sul |                 |       |
| Balança/equinócio                                        | 22 de setembro  | 10:23 |
| Escorpião                                                | 22 de outubro   | 19:59 |
| Sagitário                                                | 21 de novembro  | 17:45 |
| inverno no hemisfério norte e verão no hemisfério sul    |                 |       |
| Capricórnio/solstício                                    | 21 de dezembro  | 07:13 |

| UTC: Portugal Continental, Madeira, Guiné-Bissau e São Tomé e Príncipe Subtrair (-): 1 h nos Açores e Cabo Verde 2 h nas Ilhas oceânicas brasileiras 3 h em Brasília, em Goiás, na Amazônia Oriental Brasileira e no nordeste, sudeste e sul brasileiros 4 h na Amazônia Ocidental Brasileira, Mato Grosso e Mato Grosso do Sul 5 h no Acre e sudoeste do Amazonas Adicionar (+): 1 h em Angola e Guiné Equatorial 2 h em Moçambique 8 h em Macau 9 h em Timor-Leste. |
| Adicionar uma hora durante a vigência do horário de verão: Portugal Continental : De 30 de março a 26 de outubro de 2036 |

| Ano completo                          |
| ------------------------------------- |
| Ano bissexto com início à terça-feira |

## Eventos esperados e previstos
- Ano do Dragão de Fogo, segundo o Horóscopo chinês.
- Realização dos Jogos Olímpicos de Verão de 2036.

### Fevereiro
- 11 de fevereiro - Eclipse lunar total.[1]

- 27 de fevereiro - Eclipse solar parcial.[2]

### Abril
- Uma mensagem METI "Cosmic Call 2" enviada do Radiotelescópio RT-70 de Eupatória chega ao seu destino: a estrela HIP 4872.

- 13 de abril - Entre Dezembro de 2004 e Janeiro de 2013, era desconhecido se a aproximação do asteróide 99942 Apophis em Abril de 2029 levaria a um impacto em 1 de Abril de 2036. A partir de 2013, sabe-se que o Apophis não estará a menos de 14 milhões de milhas. e mais provavelmente perderá a Terra por algo mais próximo de 35 milhões de milhas em 2036.[3]

### Julho
- 23 de julho - Eclipse solar parcial.[4]

### Agosto
- 07 de agosto - Eclipse lunar total.[5]

- 21 de agosto - Eclipse solar parcial.[6]

### Dezembro
- 31 de dezembro - Última data suportada no calendário do Android.[7]

### Datas Desconhecidas
- Estima-se que até o ano de 2036, não haverá veteranos da Segunda Guerra Mundial, deixando o último dos futuros veteranos Supercentenário passar.[8]

- O gerontologista Aubrey de Grey prevê que há uma "chance de 50%" de estender significativamente o tempo de vida humano saudável, por volta do ano de 2036, abrindo o caminho para a imortalidade biológica em humanos.[9]

- Os timestamps de 64 bits usados pela NTP, consistem em uma parte de 32 bits para segundos e uma outra parte de 32 bits para segundos fracionários, fornecendo uma escala de tempo que gira a cada 232 segundos (136 anos) e uma resolução teórica de 2 a 32 segundos (233 picossegundos). A NTP usa uma época de 1 de Janeiro de 1900, então a primeira rolagem será em 2036.[10] Isso é explicado mais detalhadamente na página Problema do ano 2038.

## Na ficção

### Nos Filmes
- O filme Things to Come de 1936 retrata 2036 como uma época em que os seres humanos vivem em cidades subterrâneas e disparam a primeira espaçonave para a Lua a partir de uma arma espacial gigante.

- Os eventos do filme "Android" acontecem em 2036.

- A curta prequela 2036: Nexus Dawn do filme Blade Runner 2049, ambienta-se em 2036.

### Nos Livros
- "Zenon Kar", dos livros de Zenon, nasceu em 2036.

- O mangá e anime Coppelion, acontece em 2036, 20 anos após a explosão nuclear de Odaiba em 2016.

### Na Televisão
- A quinta temporada de "Fringe" (e o episódio "Letters of Transit" da 4ª temporada) ocorre no ano de 2036.

- A maior parte do episódio de "Once Upon a Time Machine" da série de desenhos animados As Tartarugas Ninja é ambientado no ano de 2036. É uma era de paz e sem nenhum crime em Nova Iorque, quando Shredder, Bebop e Rocksteady viajam no tempo de 1991 a 2036 em uma tentativa de governar o futuro.[11]

- De acordo com o Tenente Comandante Data no episódio piloto de Star Trek: The Next Generation, em 2036 a Organização das Nações Unidas (ONU) resolveu que "ninguém será obrigado a responder pelos crimes de sua raça ou antepassados". A entidade Q zomba disso, dizendo que este era um tribunal de 2079, quando a ONU não existia mais. Complicando este argumento é que a data de 2079 no folclore de Trek é de 16 anos após os eventos de Star Trek: First Contact, quando a vida extraterrestre já foi descoberta e está ajudando a humanidade a se recuperar da Terceira Guerra Mundial.

### Nos Video games
- No jogo Castlevania: Dawn of Sorrow para Nintendo DS, Dracula está pronto para ser revivido em 2036.

- O jogo indie-retro "Fishing Simulator: 2036", ambienta-se em 2036.

### Outros
- O popular passeio do Epcot, o Mission Space, acontece em 2036. O ano foi escolhido por ser o 75º aniversário do primeiro lançamento tripulado para o espaço.

- John Titor supostamente viaja no tempo de volta para o inverno de 1975 para recuperar um computador IBM 5100 que ele alegou ser necessário para depurar vários programas de computador legados em 2036.

## Epacta e Idade da Lua
| Epacta gregoriana | 2 (II)  |
| Idade da Lua      | Letra a |